# Цермат
Цермат (на немски: Zermatt) е комуна (община) в района на Висп, в немско-говорещата част на кантона Вале в Швейцария. Той е сред най-известните швейцарски алпийски курорти, разположен в непосредствена близост до границата с Италия.
В района на Цермат има много четирихилядници на Пенинските Алпи, такива като най-високият връх на Швейцария Дюфур (4634 m) в масива Монте Роза и Матерхорн (4478 m), на северния склон на който на височина 1608 m е разположен и самият курорт. Цермат е съединен с гребена Горнерграт чрез зъбчатата железница Горнерграт, изкачваща се на почти 1500 m.
През курорта протича река Матерфиспа (на немски: Matter Vispa), захранвана от втория по големина алпийски ледник Горнер.
От Цермат до италианското село Брьой-Червиня (долина Валтурнанш, регион Вале д’Аоста) води проходът Теодул (на немски: Theodulpass; на италиански: Colle del Teodulo).
Постоянното население на това курортно село е около 5800 души, като общото население се колебае в зависимост от броя на дошлите туристи. Автомобилното движение е забранено, като за придвижване се използват електромобили. До Цермат се стига с влак от Бриг (на немски: Brig) или от Теш (на немски: Täsch).